# Ein himmlisches Weihnachtsgeschenk
Ein himmlisches Weihnachtsgeschenk ist ein deutscher Fernsehfilm von Karin Hercher aus dem Jahr 2002 mit Klausjürgen Wussow in der Hauptrolle. Die Erstausstrahlung war am 14. Dezember 2002 in der ARD.

## Handlung
Architekt Robert Wagner und seine Frau Katharina, Ärztin im örtlichen Krankenhaus, sind beruflich stark eingebunden. Darunter leidet ihr kleiner Sohn Jacob. Gerade jetzt, in der Weihnachtszeit, wünscht sich der Siebenjährige sehnlichst einen Großvater, aber der ist angeblich weit weg und baut Staudämme, wie ihm sein Vater erklärt hatte. Kurzerhand verfasst Jacob einen Wunschzettel an den Weihnachtsmann, damit er ihm einen Großvater beschert. Er bringt seinen Wunschzettel direkt zum Weihnachtsmann auf dem Weihnachtsmarkt und ist fest davon überzeugt, dass sein Wunsch erfüllt wird. Was Jacob nicht ahnt, dieser Weihnachtsmann ist sein Großvater. Seit  Eduard Wagner sich mit seinen Söhnen zerstritten hatte, lebt er zurückgezogen und hat den Kontakt zu ihnen verloren. Erst durch Jacobs Brief, dem der Junge ein Foto von seinem Großvater beigelegt hat, wird der alte Mann wachgerüttelt und überlegt, dem Wunsch seines Enkels nachzukommen. Doch er hadert mit sich. Schließlich war er nach dem Tod seiner Frau einfach weggegangen und hatte Robert mit allen Problemen alleingelassen, sodass dieser sogar sein Studium abbrechen musste, um alles geregelt zu bekommen.
Im Gegensatz zu dem strebsamen Robert ist sein Bruder Jochen noch immer auf der Suche nach seiner Bestimmung. Er lebt von der Hand in den Mund und schlägt sich mit phantasievollen Erfindungen und Gelegenheitsjobs durch. Beim Besuch auf dem Friedhof am Grab seiner Mutter erkennt er seinen Vater, der vor ihm das Grab besucht hatte. Aufgeregt informiert Jochen seinen Bruder, dass ihr Vater wieder in der Stadt wäre, doch Robert will nichts davon hören, die Familie wieder zu versöhnen. Zu tief sitzen die alten Wunden. Jochen versucht daher das Ganze anderweitig zu fördern. Da Jacob ihm von seinem Wunschzettel an den Weihnachtsmann erzählt hat, sucht auch Jochen den Weihnachtsmann vom Markt auf und gibt ihm Geld, damit er auch wirklich zum Heiligen Abend zu ihnen kommt. Doch Eduard kann sich nicht überwinden. Um den Jungen nicht allzu sehr zu enttäuschen, schickt er an seiner Stelle eine gute Freundin – ausgestattet mit allen Informationen über seine Familie. Voller Erwartung auf „seinen“ Weihnachtsmann ist Jacob bitter enttäuscht, als nur die Vertretung erscheint. Er geht früh zu Bett und als seine Eltern denken, dass er schläft, schleicht sich Jacob aus dem Haus, um seinen Weihnachtsmann zu suchen. Doch der Schlitten auf dem Weihnachtsmarkt ist leer, ebenso wie Jacobs Bett. Als seine Eltern dies bemerken, machen sie sich zunächst gegenseitig Vorwürfe und hoffen ihren Jungen bei Maxi und ihrem Großvater in der Nachbarschaft zu finden. Von Maxi erfahren die besorgten Eltern, dass Jacob in die Stadt zum Weihnachtsmann wollte. Die Suche nach dem Jungen bleibt ohne Erfolg. Auch Jacob läuft verzweifelt durch die Stadt und keiner der Weihnachtsmänner, die er dort trifft, ist der richtige. Nachdem sich die beiden dann doch endlich finden, bringt Eduard den Jungen nach Hause, der auch gleich erschöpft einschläft. Als Eduards Eltern heimkehren, sehen sie Licht im Kinderzimmer und sie sind froh ihr Kind wohlbehalten zurückzuhaben. Dabei haben sie gar nicht bemerkt, dass Eduard noch immer im Haus ist und vor dem Weihnachtsbaum sitzt. Er hat seinen Mantel abgelegt und als Jacob erwacht und ins Wohnzimmer eilt, ruft er freudig: „Opa!“ „Das ist mein Opa, der Weihnachtsmann hat ihn mir gebracht.“ Jacobs Eltern haben ihr Kind lange nicht so glücklich erlebt. Daher gelingt es nun auch Robert, die Enttäuschung der Vergangenheit zu vergessen und seinem Vater zu vergeben. Da Jochen auf der Suche nach seinem Neffen in dieser Nacht seine heimliche Liebe gefunden hat, wird dieses Weihnachtsfest für die ganze Familie Wagner zu einem himmlischen Weihnachtsgeschenk.

## Kritik
Die Kritiker der Fernsehzeitschrift TV Spielfilm nannten den Film zwar: „2002 gedreht, aber verstaubter als manche 50er-Schnulze…“, aber bei Prisma.de urteilte man anerkennend: „ein anrührendes Weihnachtsdrama über Träume und Sehnsüchte.“
Die Fernsehzeitschrift Gong hielt den Film zwar für „rührselig und mächtig dick aufgetragen“ aber zugleich für das, „was der weihnachtlich milde gestimmte Zuschauer braucht.“